# Kapotová karoserie

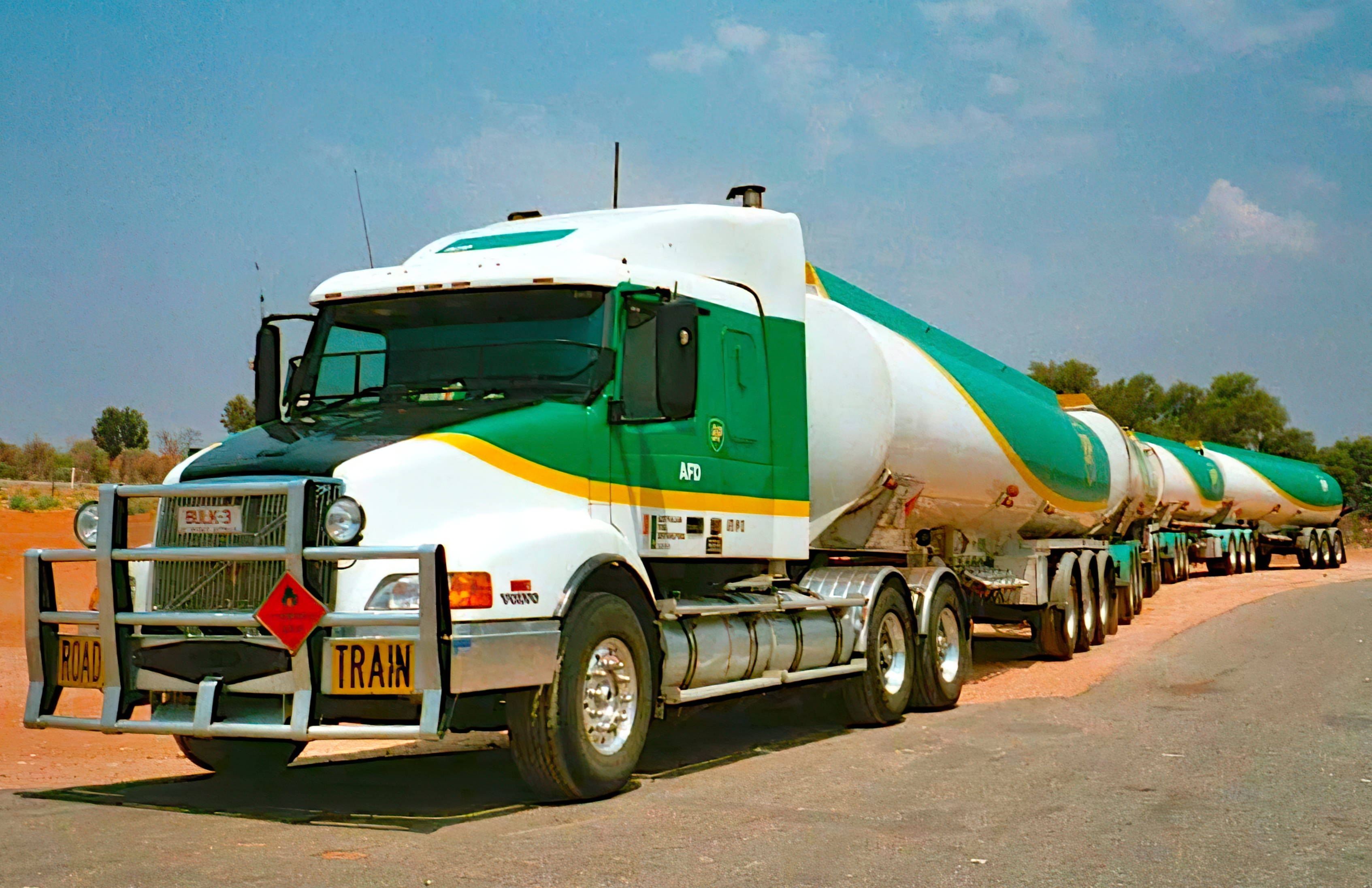
Australské Volvo s kapotovou karosérií, použité jako tahač pro silniční vlak

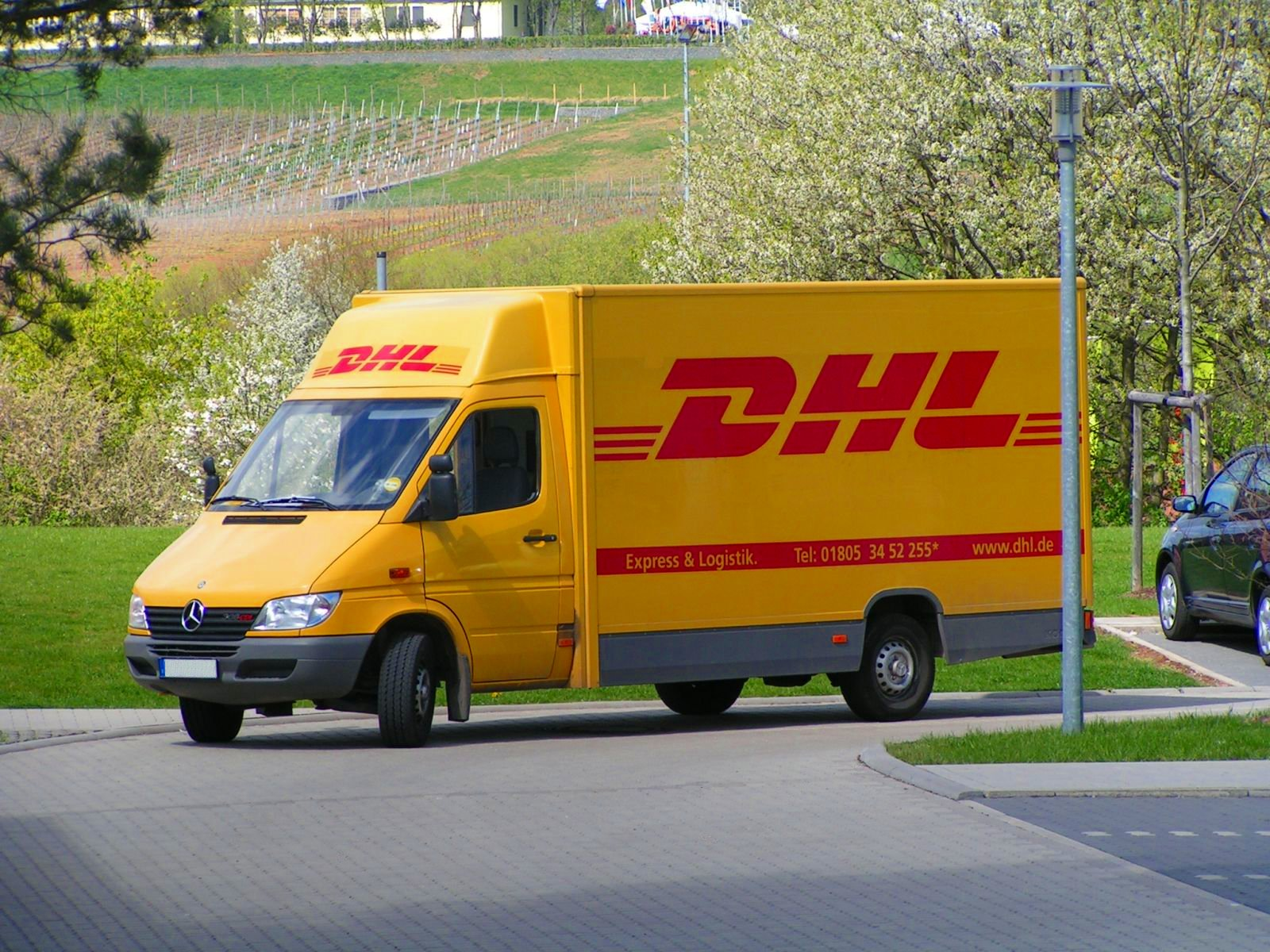
Kapotová karoserie u dodávky Mercedes-Benz Sprinter

Kapotová karoserie je typem automobilové karoserie, který je rozlišován u kabin nákladních vozidel, u dodávkových vozů a autobusů. Jejím opakem je karoserie trambusového typu. Hovorově je nazývána také jako „kabina s čumákem“. Angličtina používá označení „cab behind engine - CBE“, doslova „kabina za motorem“ oproti trambusu "cab over engine - COE".

## Porovnání s trambusovou karosérií
Existuje několik výhod, díky kterým se kapotová karoserie uplatní v některých oborech lépe, než karoserie trambusová. Kapotová karoserie je oproti trambusové pro posádku bezpečnější, protože poskytuje velmi velkou deformační zónu – zejména u větších vozů, jako byla např. Tatra 111, proto je v USA využívána u školních autobusů. Další výhoda je lepší přístup k motoru, u karoserie trambusové je nutné sklopit celou kabinu, což znamená vypnout topení a kabinu vystěhovat, či zajistit všechny volné předměty v kabině tak, aby nevypadly a nepoškodily např. čelní sklo. Vypnuté topení a neobyvatelná kabina je přitom například při poruše motoru v sibiřských mrazech věc velmi nepříjemná, u kapotové karoserie stačí sklopit kapotu. Nezanedbatelným faktorem pohodlí u terénních vozů je i poloha sedadla řidiče uvnitř rozvoru namísto nad nápravou, tedy v místě menších vertikálních zrychlení i výchylek.
Díky tomu, že je motor před kabinou a nezasahuje do ní, může být kabina nižší se snadnějším nástupem a může řidiči nabídnout větší vnitřní prostor. To je důvod, proč se nyní kapotová karoserie používá i u dodávkových vozů.

## Využití u nákladních vozů
V začátcích automobilismu měly všechny nákladní automobily kapotovou karosérii, v současné době se od ní upouští.
Poté, co v říjnu 2005 přestala vyrábět kapotované nákladní vozy Scania typu T , stala se Tatra se svým vozidlem Jamal, určeným pro Sibiřské oblasti, Indii a evropské země, téměř jediným výrobcem kapotovaných karosérií v Evropě. Společnost Volvo (a další) sice také vyrábí kapotované karoserie, ale vyrábí i prodává je pouze v USA a Austrálii. V Evropě i Latinské Americe se od používání kapotovaných tahačů upouští zejména kvůli předpisům o délkových limitech souprav. Stále oblíbené jsou však kapotové karoserie u těžkých dálkových tahačů v USA nebo Austrálii.
V české historii měly kapotovou karosérii např. nákladní vozy Tatra 111, Tatra 138/148, Škoda 706R, Praga RN a Praga V3S.

## Využití u dodávkových vozů
Kapotovou karosérii má drtivá většina v současnosti vyráběných evropských dodávek s celkovou hmotností do a nad 3,5 tuny – např. Ford Transit, Mercedes-Benz Sprinter, Peugeot Boxer, Renault Master, Volkswagen Transporter, Iveco Daily a další. Kapota dodávek není příliš dlouhá, ale spolehlivý způsob, jak rozeznat kapotovou kabinu od trambusu, je podívat se na dveře řidiče či spolujezdce – pokud mají místo pro kolo vykrojené zepředu, jde o kapotovou karosérii. Pokud je přední kolo až za dveřmi řidiče nebo pod jejich zadní částí, je to trambus.

## Kapotová karoserie u autobusů
Autobusy s kapotovou karoserií patří k nejstarším koncepcím a byly běžné před druhou světovou válkou. Konstrukce takového autobusu využívala podvozek nákladního automobilu s pohonem a řízením včetně kapotáže motoru a čelní stěny kabiny řidiče. Výhodou bylo, že technologicky náročný podvozek s pohonnou jednotkou produkoval ve velkých počtech výrobce nákladních automobilů. Vlastní autobusovou karoserii mohl dodat výrobce nástaveb – karosář. K výrobě autobusových nástaveb postačí jednodušší a levnější technologické vybavení. Přestože se přední část vozidla shoduje s nákladním automobilem, jde o autobus, řidič sedí ve stejném prostoru jako cestující. Příbuzným vozidlem je potom přepravník osob, u kterého je skříň s prostorem pro cestující montována na kompletní podvozek nákladního automobilu i s kabinou řidiče. Řidič sedí v jiném prostoru, než cestující. Historicky byly kapotové autobusy na českém území například vozidla Praga RND, ve 21. století to jsou minibusy Stratos. Dlouho se kapotové autobusy udržely v bývalém Sovětském svazu, patřila sem vozidla KAvZ-685. Stejnou koncepci také stále využívají výrobci školních autobusů v severní Americe.

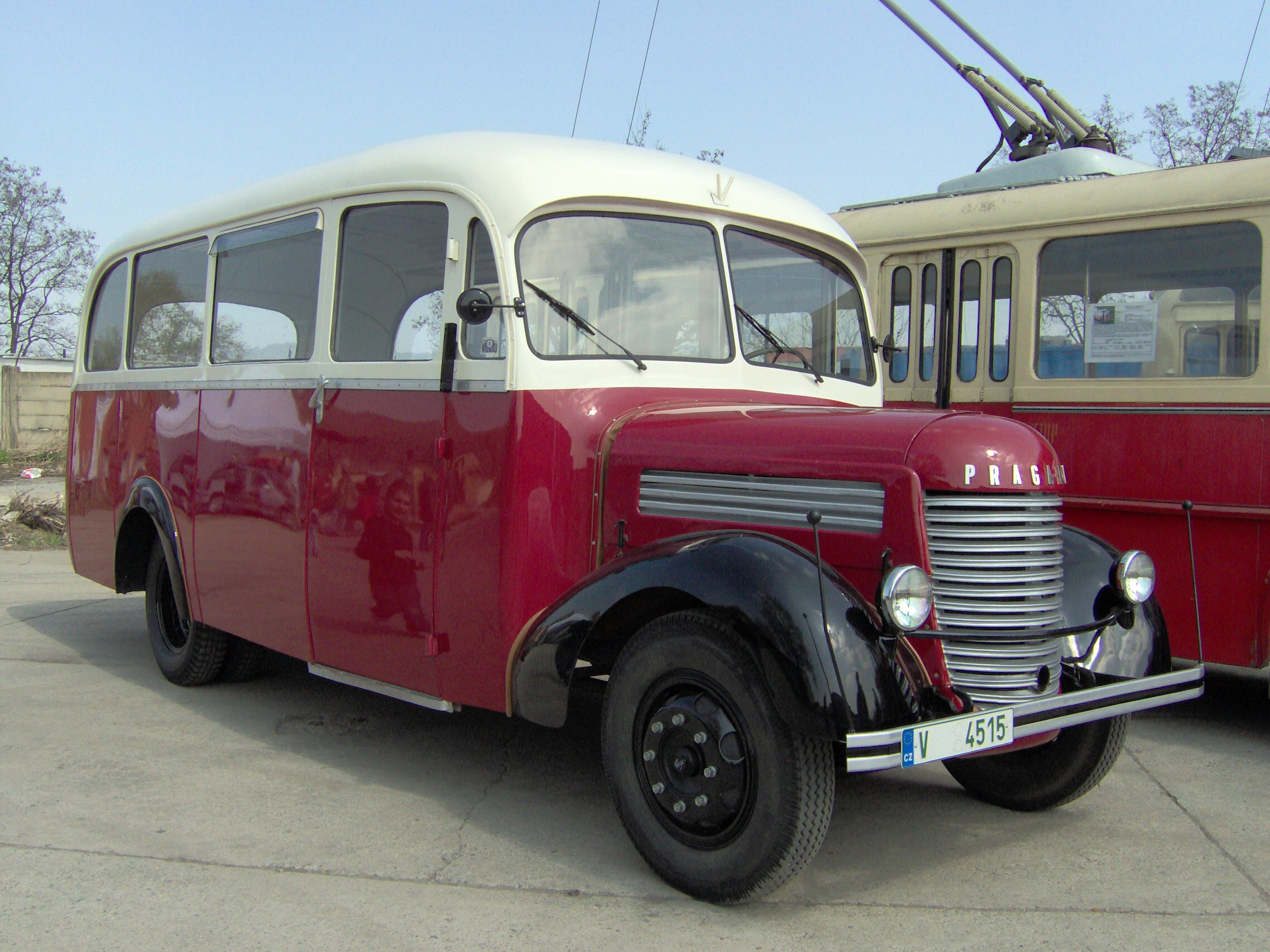
Autobus Praga RND v Brně
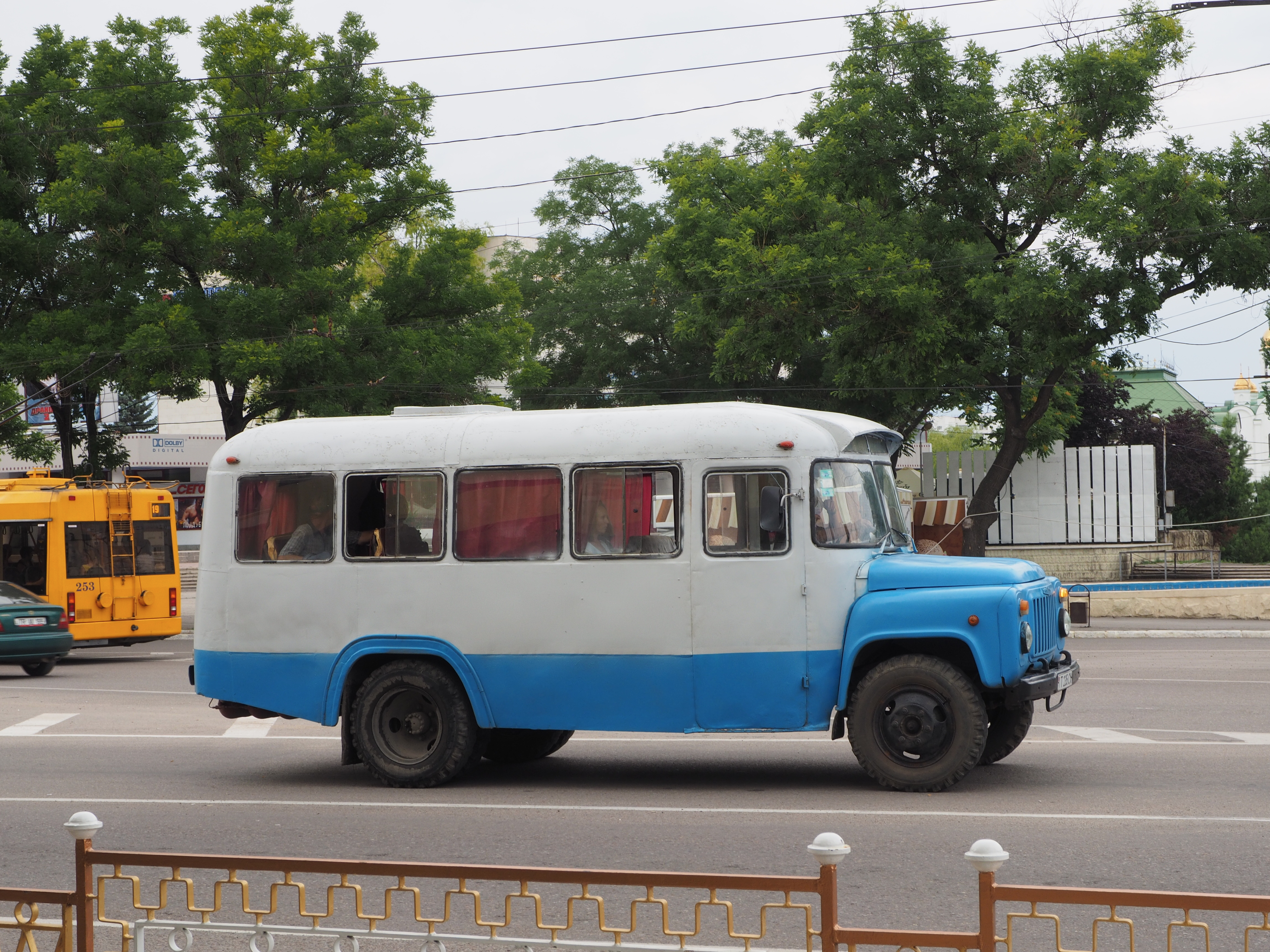
Sovětský autobus KAvZ-685 na podvozku GAZ-53
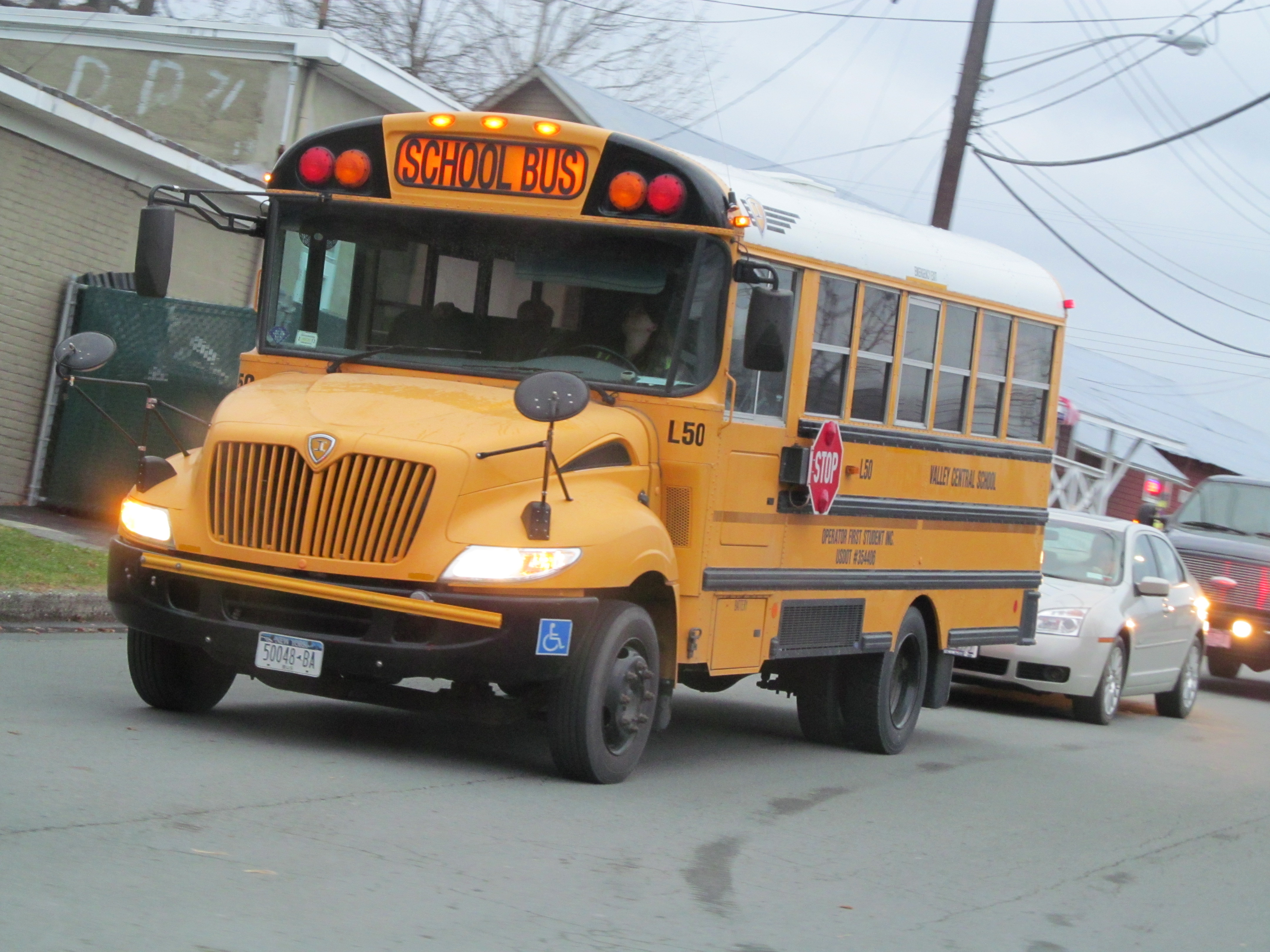
Školní autobus v USA, typická kapotová karoserie